# 오늘, 미숙자/Over Drive
〈本日、未熟者/Over Drive〉(혼지쓰, 미주쿠모노/Over Drive →오늘, 미숙아/Over Drive)는 2007년 8월 15일 발매된 TOKIO의 37번째 싱글이다. 

## 설명
- 〈本日、未熟者〉은 〈宙船(そらふね)〉, 〈ひかりのまち〉에 이어인 가요락 세 번째 곡이다. 멤버 야마구치 타츠야 주연의 NTV 토요드라마 《수험의 신》의 주제곡을 TOKIO가 맡게 되어, TOKIO 측에서 나카지마 미유키에게 악곡의 제공을 의뢰했다. TOKIO와 나카지마 미유키의 1년만의 코라보레이션의 부활이다. 발매 전 〈宙船 (そらふね)〉의 히트를 기록한 나카지마 미유키와의 또 한 번 합작이라는 것이 화제를 모으기도 했다.
- 화려한 엔카풍 가요 록을 표현하고자 메시지 강한 가사와 독특한 멜로디를 만들어 강한 현실의 가운데 괴로워하면서도 살아가는 사람의 모습을 그리는 것이 목적이었다고 말한다.
- 나가세 토모야가 MUSIC STATION에 홀로 출연한 때는 어쿠스틱 기타와 Strings와 함께 ‘Unplugged Version’으로 노래하였다(일본에서는 피로하였다고 표현한다). 앨범 《sugar》의 통상반-첫회반에 보너스 트랙으로 수록되어 있다.
- 〈Over Drive〉은 후지TV TOKIO의 버라이어티 멘토레G의 8번째 엔딩 엔딩 곡으로 2007년 4월부터 사용되고 있다.

## 발매 타입
- 통상반
- 통상반 - 첫회반
- 첫회반 : CD+DVD

## 수록곡

### 통상반
1. 本日、未熟者
  - 작사/작곡 : 나카지마 미유키 / 편곡 : 후나야마 모토무
2. Over Drive 
  - 작사/작곡 : 오오야기 히로오 / 편곡 : 야마하라 카즈히로
3. indicator
  - 작사/작곡 : TAKESHI / 편곡 : TAKESHI & 쿠메 우미
4. 本日、未熟者(Backing Track)
5. Over Drive(Backing Track)

### 통상반 첫회반
1. 本日、未熟者
2. Over Drive
3. indicator
4. 本日、未熟者(Backing Track)
5. Over Drive(Backing Track)
6. 宙船(そらふね)~Rock version~(Live)

### 첫회반
1. 本日、未熟者
2. Over Drive

- 특전DVD : 「本日、未熟者」Video Clip & Making DVD 부착